# (5395) Shosasaki
(5395) Shosasaki es un asteroide perteneciente al cinturón de asteroides, descubierto el 14 de septiembre de 1988 por Schelte John Bus desde el Observatorio Interamericano del Cerro Tololo, La Serena, Chile.

## Designación y nombre
Designado provisionalmente como 1988 RK11. Fue nombrado Shosasaki en honor al profesor japonés Sho Sasaki, desarrolla su labor en la Universidad de Tokio, realizó experimentos de irradiación láser para simular los procesos de meteorización espacial lunar. También investiga en experimentos de partículas de polvo interplanetarias que son parte de muchas misiones planetarias japonesas.

## Características orbitales
Shosasaki está situado a una distancia media del Sol de 2,536 ua, pudiendo alejarse hasta 3,225 ua y acercarse hasta 1,848 ua. Su excentricidad es 0,271 y la inclinación orbital 6,942 grados. Emplea 1475,95 días en completar una órbita alrededor del Sol.

## Características físicas
La magnitud absoluta de Shosasaki es 15. 